# Wolfgang Fritz (Schriftsteller)
Wolfgang Fritz (* 19. Februar 1947 in Innsbruck) ist ein österreichischer Schriftsteller.

## Leben
Wolfgang Fritz verbrachte seine Kindheit in Steinach am Brenner. Ab 1963 arbeitete er in untergeordneter Stellung im Finanzamt in Feldkirch. Er holte die Matura auf dem Zweiten Bildungsweg nach und war ab 1977 im Finanzamt für den 9., 18. und 19. Bezirk in Wien tätig. Dort war es ihm möglich, ein Jurastudium zu absolvieren. 1981 wurde er ins österreichische Finanzministerium versetzt, wo er bis 2003 die Revisionsabteilung leitete. Fritz, der seit seiner Kindheit schriftstellerische Versuche unternommen hatte, schrieb neben seiner Amtstätigkeit weiterhin literarische Texte. In den Achtzigerjahren veröffentlichte er zwei Romane; weitere vollendete Werke wurden bisher nur in Auszügen publiziert. 2000 und 2003 erschienen zwei wissenschaftliche Arbeiten Fritz’ aus der Geschichte der österreichischen Finanzverwaltung, 2004 der Roman „Das Bollwerk.“ Wolfgang Fritz war mit der Schriftstellerin Marianne Fritz verheiratet. Der Autor lebt mit seiner Familie  in Wien.
Wolfgang Fritz ist Mitglied der Grazer Autorenversammlung. 2000 erhielt er den Theodor-Körner-Preis. 2007 erhielt er das Große Silberne Ehrenzeichen für Verdienste um die Republik Österreich. 2017 wurde ihm vom Bundespräsidenten der Titel Professor verliehen.

## Werke
- Zweifelsfälle für Fortgeschrittene, Frankfurt am Main 1981
- Eine ganz einfache Geschichte, Frankfurt am Main 1983
- Der Kopf des Asiaten Breitner, Wien 2000
- Für Kaiser und Republik, Österreichs Finanzminister seit 1848, Wien 2003
- Das Bollwerk. Roman, Wien 2004
- Rudolf Goldscheid – Finanzsoziologie und ethische Sozialwissenschaft, gemeinsam mit Gertraude Mikl-Horke. Wien 2007.
- Finanzminister Emil Steinbach – Der Sohn des Goldarbeiters. Biographie, Wien 2007
- Glanz und Elend der altösterreichischen Bürokratie. Emil Steinbach in seiner Zeit. (Hrsg.) Wien 2007.
- Die Geschichte von Hans und Hedi. Chronik zweier Hinrichtungen. Wien 2009.
- Fortschritt und Barbarei. Österreichs Finanzverwaltung im Dritten Reich. Wien 2011.
- Sterne und Gassen. Sozialdemokratische Finanzpolitik 1890–1934. Wien 2016.
- Österreich wird geplündert. Die österreichische Finanzverwaltung 1938–1942. Wien 2018.